# Pchła piaskowa
Pchła piaskowa (Tunga penetrans syn. Sarcopsylla penetrans syn. Pulex penetrans) – gatunek pchły z rodziny Hectopsyllidae. Spotykana w tropikalnych i subtropikalnych rejonach Ameryk i Afryki.

## Zasięg występowania

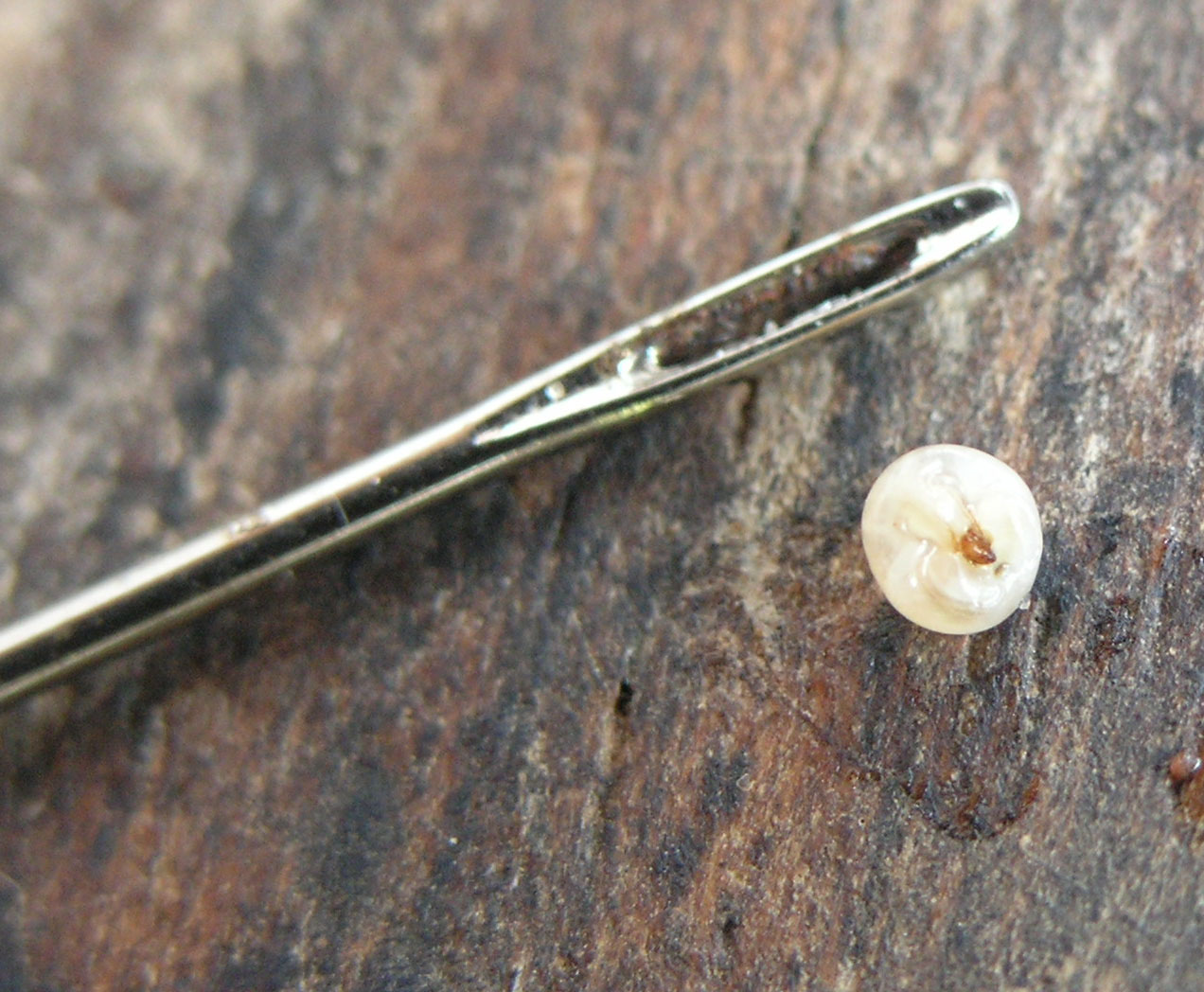
Porównanie wielkości osobnika z igłą

Tunga penetrans spotykana jest w tropikalnych i subtropikalnych rejonach do Meksyku po Amerykę Południową oraz w Afryce. Występuje w obszarach piaszczystych, jak plaże oraz terenach zapylonych, jak np. stajnie i obory.

## Charakterystyka
Pchła piaskowa mierzy około 1 mm długości, stanowiąc najmniejszy gatunek pcheł. Na miękkiej skórze porusza się z prędkością 1 mm/s, potrafi skoczyć 20 cm pionowo w górę. Najlepiej rozwija się w ciepłych piaszczystych glebach, szczególnie w okolicy chlewni, stajni lub innych skupisk zwierząt.

## Rozwój

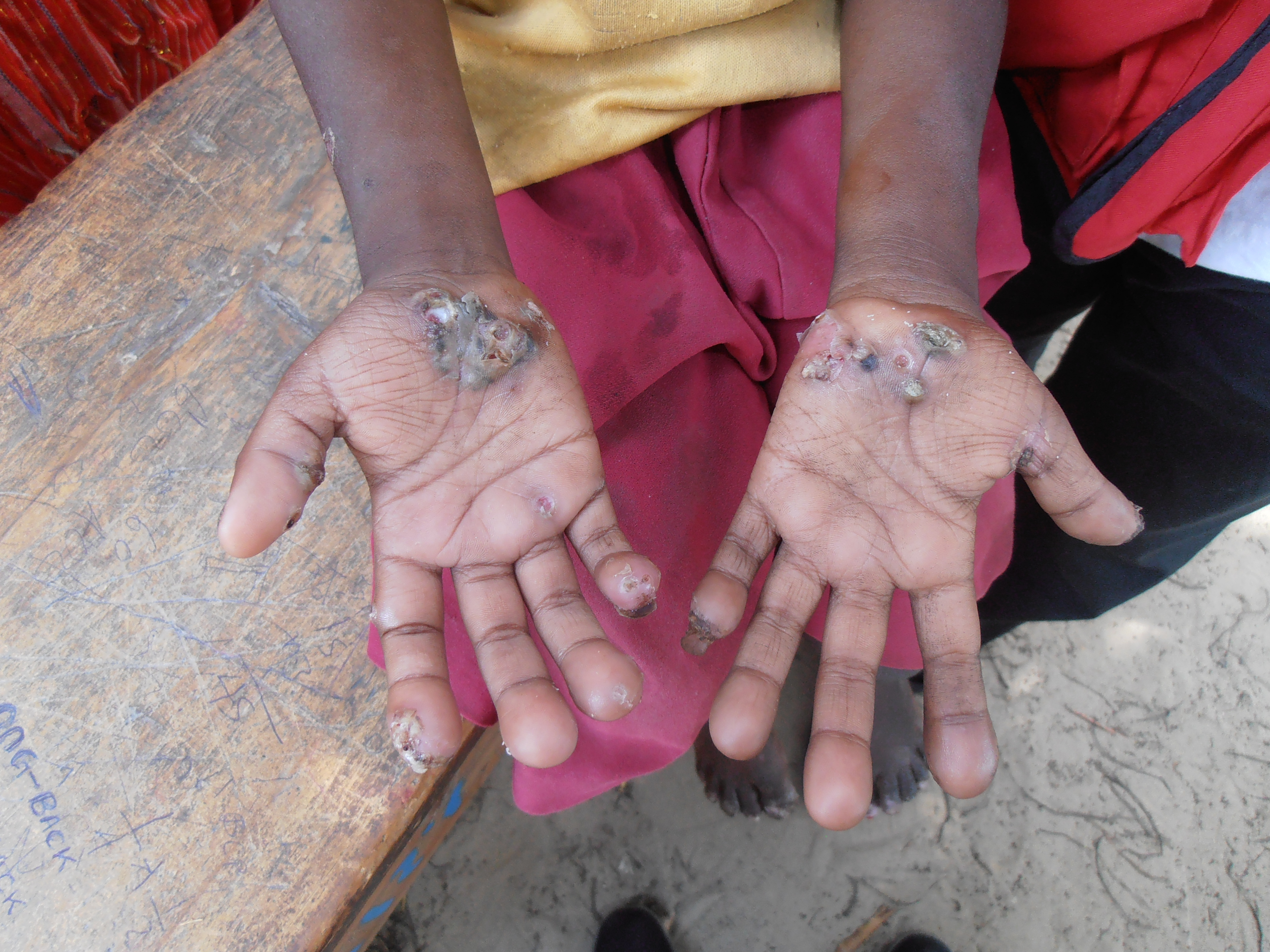
Skóra rąk zainfekowana przez pchły piaskowe

Zarówno samiec jak i samica żywią się krwią. Samica jednak przedostaje się do warstwy ziarnistej, w której osiada na około 2 tygodnie, wystawiając jedynie tylną część ciała. U żywiciela w miejscu przebywania pchły pojawia się guzkowata opuchlizna. Po złożeniu około 100 jaj w skórze powstaje lezja. Larwy żywią się znalezionymi na skórze nieużytecznymi materiałami, zaś samica ginie.

## Zagrożenia dla człowieka
Skutkiem ataku samicy tego gatunku jest rozwój tungozy. Nieleczona może doprowadzić do wtórnych zakażeń bakteryjnych.